# Чакра (оружие)

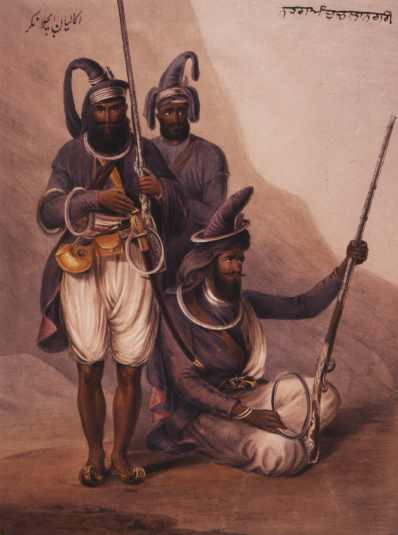
Сикх с чакрами

Ча́кра (санскр. चक्र «круг, кольцо, диск») — индийское метательное оружие.
Чакра представляет собой плоское металлическое кольцо, отточенное по внешней кромке. Диаметр кольца составляет от 120 до 300 мм и более. Ширина металлической полосы от 10 до 40 мм, толщина — от 1 до 3,5 мм. Чакры приводили во вращательное движение вокруг указательного пальца руки и бросали в неприятеля. Оружие могло метаться на расстояние до 50 метров и сильно ранить людей, не защищённых доспехами.
Первые упоминания о чакрах были в «Рамаяне» и «Махабхарате», где чакра являлась оружием Вишну (Сударшана-чакра, огненный диск).
Также это оружие использовали индийские воины, в основном сикхи.
Чакру часто носили на головном уборе (конусовидных шляпах), надевая на него несколько дисков сразу и снимая их при необходимости.
Одним из первых европейцев, описавших это необычное оружие, является португальский путешественник Дуарте Барбоза (Duarte Barbosa). В своей книге он приводит следующее описание: «В королевстве Дели у них есть стальные колёса, которые они называют чакарами, в два пальца шириной, острые с внешней стороны как ножи и без лезвия на внутренней стороне; и размером они с небольшую тарелку. И они носят их с собой по семь или восемь, надев на левую руку; они берут одно, надевают на палец правой руки, заставляют кружиться вокруг пальца много раз и таким образом метают его в своих врагов».
По индийской легенде, в создании первой чакры участвовали боги. Брахма раздул огонь, Шива дал новому оружию силу своего третьего глаза, а Вишну передал ему силу своего божественного гнева. Шива спрессовал ногой всё это в пламенеющий диск и, метнув его в могущественного демона Джаламдхару, отсёк ему голову.